# Terrapene
Terrapene je rod želv z čeledi emydovití. Rod je původem ze Severní Ameriky (USA a Mexika). Rod rozlišil a pojmenoval Blasius Merrem v roce 1820 pro druhy, které mají hrudní kost rozdělenou na dvě nebo tři části, které by se mohly pohybovat nezávisle na sobě. Želvy rodu Terrapene jsou diploidními organismy a mají 50 chromozomů.

## Popis
Rod je charakteristický svým klenutým karapaxem, který je s plastronem spojen kloubem tak, že se želva může do krunýře pevně uzavřít a chránit se tak před predátory. Možnost želvy uzavřít se do krunýře se vyvíjí asi ve čtvrtině růstu želvy a obecně se ztrácí pouze v důsledku přílišné tloušťky želvy. Zatímco želva karolínská má střední kýl (hřeben na krunýři), jiným druhům tohoto rodu chybí. Plastrální vzorce (poměr velikostí jednotlivých štítků) se liší mezi jednotlivými druhy, ale tři největší štítky jsou anální, břišní a chytací u všech druhů.

Na základě morfologických charakteristik mohou být rozlišovány dvě odlišné linie: terrapene ornata / terrapene nelsoni linie s maximální délkou krunýře 14–15 cm a terrapene carolina / terrapene coahuila s délkou krunýře 20 cm.

## Způsob života
Želvy se mohou chránit před predátory úkrytem, uzavřením se do krunýře a kousáním. Riziko smrti je nejvyšší u malých želv vzhledem k jejich velikosti a slabšímu krunýři. Krunýř dospělé želvy neprorazí téměř žádné zvíře. Společnými dravci jsou savci jako norci, tchoři, mývalové, psi a hlodavci, ale i ptáci (např. vrány, krkavci) a hadi.
Severoamerické druhy želv rodu Terrapene jsou všežravci s velmi pestrou stravou. Hlavní složku potravy tvoří bezobratlí (hmyz, červi, stonožky…), dále se strava skládá z velké části z vegetace. Během prvních pěti až šesti let jsou převážně masožraví, dospělí jedinci jsou zase převážně býložraví.

## Rozšíření a prostředí
Želvy jsou v Severní Americe endemity. Nejrozšířenějšími druhy jsou ve Spojených státech poddruhy t.c.carolina, t.c.major, t.c.bauri a t.c.triunguis v jižní-střední, východní a jihovýchodní části USA a v Mexiku poddruhy t.c.yukatana a t.c.mexicana na poloostrově Yucatán a v severovýchodní části Mexika. Terrapene ornata je endemitem v jižní a jihozápadní části USA a přilehlém Mexiku, zatímco Terrapene nelsoni je endemitem v severozápadním Mexiku a Terrapene coahuila se nachází pouze v Coahuile v Mexiku.
Vzhledem k tomu, že obývají širokou škálu přírodních stanovišť, která se mění jak ze dne na den, z období na období, tak i druh od druhu, není možné standardní prostředí, ve kterém žijí obecně identifikovat. Lesy jsou lokality, kde se skytují běžně. T. ornata je jediný druh pravidelně se vyskytující na pastvinách, ale její poddruh Terrapene ornata luteola také obývá polopouště se srážkami převážně jen v létě. Jediné místo, kde se nachází Terrapene coahuila jsou močály s trvalou přítomnosti vody a několika druhy kaktusů.
Před hibernací mají tendenci se přemísťovat dále do lesa, kde si hloubí úkryty pro přezimování. Terrapene ornata si hloubí úkryty až 50 cm hluboké, zatímco t.c.carolina přezimuje v hloubce asi 10 centimetrů. Místo pro přezimování může být vzdálené až 0,5 km od místa, kde přebývají v létě a je často v těsné blízkosti k místu, kde přezimovali předešlý rok. Ve více jižních oblastech jsou želvy aktivní po celý rok, jak bylo pozorováno u T. coahuila a T. c. major. Ostatní jsou aktivní při vyšších venkovních teplotách nebo pouze v období dešťů.

## Životní cyklus
Obvyklá snůška má 1–7 vajec. V zajetí a na jižním konci rozsahu jejich rozšíření, mohou mít více než jednu snůšku vajec za rok, zatímco u severních populací je větší průměr velikosti snůšky. Vejce jsou podlouhlá a mají pružnou skořápku. V závislosti na druhu mají průměrnou délku 2–4 cm a hmotnost 5–11 g.
Jakmile želva dosáhne dospělosti, možnost smrti se s věkem nezvyšuje. Křivka přežití je tedy pravděpodobně podobná jako u jiných dlouhodobě žijících želv. Průměrná délka života želv Terrapene je 50 let, ale značná část žije i více než 100 let. Věk želv v přírodě lze zhruba odhadnout podle počtu letokruhů na krunýři, plastron je také dobrým místem, jak zjistit věk kvůli možnosti posouzení opotřebení vzorku. Tempo růstu krunýře je zhruba jeden kroužek za rok podle odhadů starých více než 20 let, které jsou navíc nespolehlivé, protože štítky na krunýři jsou obvykle opotřebované a hladké.

## Evoluce
Objevily se "náhle ve fosilních nálezech, převážně v moderní podobě". Absence silných změn v jejich morfologii může naznačovat, že jsou tzv. všeobecnými druhy, tedy druhy schopnými uspět v široké škále podmínek prostředí s možností využití různých zdrojů. Je proto obtížné stanovit, jak probíhal jejich vývoj od ostatních želv. Nejstarší nálezy zkamenělých Terrapene byly nalezeny v Nebrasce (USA), staré asi 15 miliónů let, tedy z miocénu a připomínají vodní druhy, T. coahuila nejvíce. Což znamená, že jejich společným předkem byl také vodní druh. Zkamenělé exempláře T. ornata a T. carolina jsou staré asi 5 milionů let a bylo uvedeno, že se tyto rody lišily již v miocénu. Jediný zaniklý poddruh terrapene carolina putnami žil v pliocénu s délkou krunýře 30 cm větší než kterýkoli jiný druh.

## Stupeň ohrožení
Stupeň ohrožení je definován pro jednotlivé druhy, nikoli pro celý rod. Terrapene coahuila je endemitem pouze na Coahuile a je zde evidována jako ohrožený druh. Zatímco se jejich rozsah snížil o 40% na 360 km² v posledních 40–50 letech, počet druhů se snížil z více než 10,000 na asi 2.500 v roce 2002. Nejrozšířenější druh Terrapene carolina je klasifikován jako zranitelný, zatímco Terrapene ornata je v nižší kategorii jako téměř ohrožený. O Terrapene nelsoni nejsou k dispozici dostatečné informace pro zařazení. Jako součást úsilí o záchranu byli vyškoleni cvičení psi.